# Belforêt-en-Perche
Belforêt-en-Perche é uma comuna francesa na região administrativa da Normandia, no departamento de Orne. Estende-se por uma área de 74.53 km². Em 2010 a comuna tinha 1 674 habitantes (densidade: 22,5 hab./km²).
Foi criada em 1 de janeiro de 2017, a partir da fusão das antigas comunas de Le Gué-de-la-Chaîne (sede da comuna), Eperrais, Origny-le-Butin, La Perrière, Saint-Ouen-de-la-Cour e Sérigny.